# Vinkovce
Vinkovce (horvátul: Vinkovci, középkori nevén: Szentillye,  szerbül: Винковци, latinul: Cibalae) város Horvátországban, Vukovár-Szerém megyében.

## Fekvése
Vukovártól légvonalban 16, közúton 22 km-re délnyugatra, a Báza folyó két partján, a Szlavóniai síkság keleti részén található. A város és tágabb területe 78–125 méteres tengerszint feletti magasságban fekszik, teljes területe 102805 hektár, ebből 60623 hektár szántóterület és 29149 hektár erdő (főleg tölgy és kőris). Éghajlata enyhe, kontinentális a csapadék megfelelő mennyiségével és kedvező eloszlásával.

## Története

### Őskor
Területe már a történelem előtti időkben lakott volt. A legrégebbi leletek a neolitikum korai szakaszában virágzott Starčevo-kultúra időszakából, az i. e. 7. évezredből származnak. Őket követte a középső neolitikumban a Sopot-kultúra népe. A rézkor késő időszakában a baden-péceli kultúra és a vučedoli kultúra népe lakott a város területén. A korai bronzkorból a vinkovci kultúra jelentős leletei kerültek elő, mely kultúrának a település neve lett a névadója, a bronzkor késői szakaszában, az i. e. 1600 körüli időben pedig a Vatya-kultúra népe lakott itt.

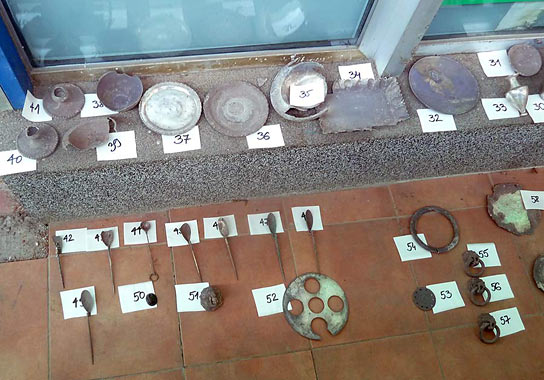
A vinkovcei 2012-es ezüstkincslelet tárgyai

### Ókor
A Bosut folyó kanyarjának legészakibb pontján, a magas bal parton, amely a várostól kissé északkeletre emelkedik ki a Vukovári löszsíkságból, már az őskorban település jött létre, amelynek folytonossága a mai napig követhető. A Starčevo-, a Sopot-, a vučedoli és a vinkovci kultúrák rétegei felett a vaskorban az illírek telepedtek meg, akik keveredtek a vaskor késői szakaszában itt letelepedő keltákkal. A kelta szkordiszkuszok az i. e. 3. században telepedtek itt le. Városias településük alakult ki a későbbi Cibalától délnyugatra a ma Dirov brijeg néven ismert magaslaton. Másik településük, amely a mai Ervenici településrészen feküdt, később beolvadt a római városba. A kelta-római háború nyomait nem lehet azonosítani, de a kelta fazekasok keze munkája a római hódítás utáni leletekben is megmutatkozik. Római katonai tábor létezése Cibalae környékén nem mutatható ki, mivel a várostól és környékétől nagyon kevés lelet kapcsolódik a hadsereghez. Ha egy egység a város közelében is tartózkodott, akkor ennek nyomát még nem találták meg.
Cibalae városánál két főút találkozott. Az egyik az Aquileia - Poetovio - Mursa - Cibalae - Sirmium - Singidunum útvonalon, a másik a Siscia - Sirmium útvonalon haladt. A limes közelsége és a Mursával (Eszék) való összeköttetés miatt a Cibalae fontos közlekedési csomópont volt A Dirovo brijegen fekvő kelta település valószínűleg az 1. század elején megszűnt. A római Cibalae város lakosságát is főként bennszülöttek lakták, akikhez a birodalom más részeiből érkező bevándorlók csatlakoztak. A közelmúltban tárták fel az ókori Cibalae legkorábbi leleteit az 1. század közepéről, melyek a Liskovac nevű lelőhelyről származnak, amely mintegy másfél km-re fekszik a várostól. A közelmúltban végzett kutatások 1. századi épületek maradványait tárták fel a mai Korzo területén. Cibalae Hadrianus római császár uralkodása idején municipiumi rangot kapott, a Severusok idejében pedig colonia rangjára emelték. Ettől fogva „Colonia Aurelia Cibalae” volt a hivatalos neve. A coloniává nyilvánítást a stabil fejlődés időszaka követte, amely a Constantinus-dinasztiáig (305-363) tartott. Ennek egyértelmű bizonyítéka, hogy számos feltárt épületet a 4. századra kelteztek, és nagyon sok numizmatikai lelet is származik ebből az időszakból. A római város fejlett út- és csatornahálózattal rendelkezett. Két római császár is született itt, Valens és I. Valentinianus. A 3. században a város püspökség székhelye lett, itt élt Szent Eusebius és Szent Polion. A város közelében 314. vagy 316. március 8-án lezajló jelentős esemény a Constantinus és Licinius közötti csata volt, mely Licinius vereségével végződött. A város ezután még tovább fejlődött, mely időszak 378-ig tartott. A hadrianopolisi csata után a római tartományi rendszer Pannóniában szétesett. A várost valószínűleg általános válság és elnéptelenedés sújtotta és feltételezhető, hogy az élet csökkent színvonalon folytatódott tovább. Az ebből az időszakból származó számos gepida eredetű lelet is azt mutatja, hogy bizonyos életkörülmények továbbra is fennálltak. A következő két évszázadban a vizigót néven ismert törzsek szövetségét a keleti gótok, a hunok, a gepidák és a longobárdok követték. Az ókori város azonban még ekkor sem szűnt meg, hanem a régészeti kutatások szerint az élet csak a város bizonyos részeire szűkült. A népvándorláskori népek közül egyedül a gepidák hagytak maradandó nyomot a településen. A város területén 11 helyen összesen 46 gepida sírt fedeztek fel, melyek mind a város központjában voltak. Az ókori város falain belüli öt helyről vannak olyan kerámialeletek, amelyek megerősítik az állandó település létét. Cibalae tehát a 6. századra már teljesen barbár népek lakta város lett.

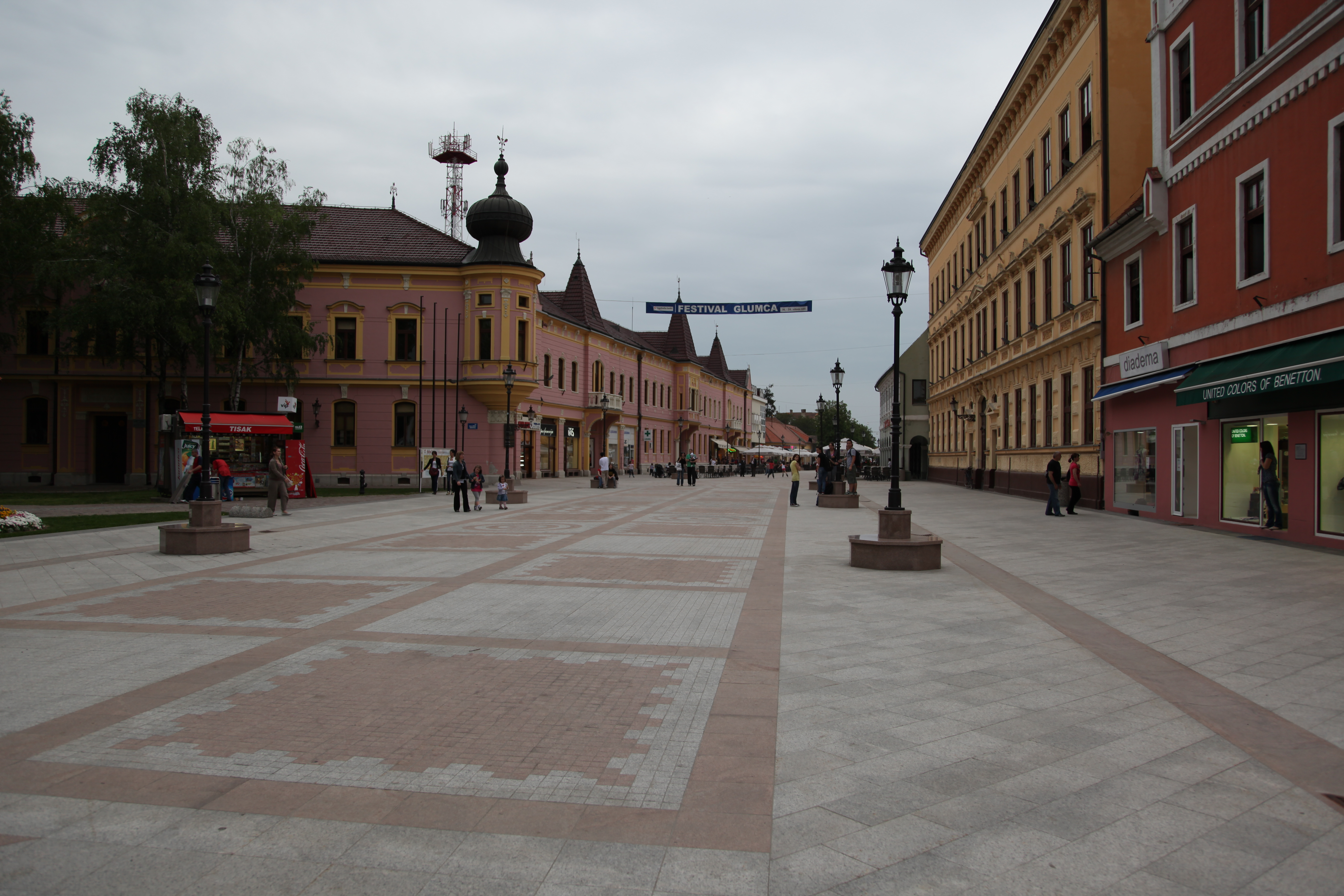
A városközpont

### Középkor
Az avarok 568-ban érkeztek Pannóniába, 582-ben Sirmium elfoglalásával pedig végleg véget vetettek a késő római korszaknak. A történészek már korábban is tudták, hogy avarok laktak a város területén, de 2020 májusáig nem találtak itt avar sírokat. A régészeti szenzációra 2020 áprilisának utolsó hetében került sor. Munkások a vinkovcei városi temető területét bővítették, amikor avar sírokra bukkantak. Összesen hat sírt találtak, melyek a 7. és 8. századból származnak, köztük egy teljes lovassírt. A rablók a lovas maradványait a múltban kirabolták, de a lovat nem. A lovon használt felszerelések ritka leletek Horvátország területén. Ezen új leletek nélkül is a Vinkovcei Városi Múzeumban található az ország legnagyobb avarkori gyűjteménye, mely több mint 3000 tárgyból áll, amelyek több mint 500 sírból származnak. A város nyugati részén találtak tíz szláv hamvasztásos sírt is. Ezek a korai szláv sírok a 7. századból származnak, vagyis összekapcsolhatók a szláv betelepülés idejével.
A Meraja városrészen 1953-ban, 1965-ben, 1997-ben és 1998-ban végzett ásatások során feljegyzett több mint 300 sír közül 16-ot a 10. és 13. század közötti bjelobrdoi kultúrának lehetett tulajdonítani. A leletekből azt a következtetést vonták le, hogy Meraja környékén, amely egyébként pontosan a római település külső széle mentén helyezkedik el, a bjelobrodiak települése volt 10. és 13. század között. A település az ősi temetőjében egy kis korai román templomot épített, melyet I. László magyar királynak (1077-1095) a templom belsejében talált pénze keltezett 1100 körülire. Minden bizonnyal ez a templom lenne a település első plébániatemploma, amelyet későbbi források a 13. század elejétől Szent Illés templomként említenek. A középkori város neve temploma védőszentje alapján Sancto Elya (Szent Illés) volt. A 14. században mellé épült a gótikus templom, mellette piactér volt, amiről a török források is megemlékeznek. A pápai tizedszedők a 14. század első felében öt alkalommal látogatták meg a plébániát, melynek Jakab nevű plébánosa 310 báni dénárral adózott. A középkori plébánia jelentős adója és a mai Meraján található gótikus templom területe (128 m²) alapján arra lehet következtetni, hogy a középkori település lakossága 1242 és 1332 között több mint megnégyszereződött.

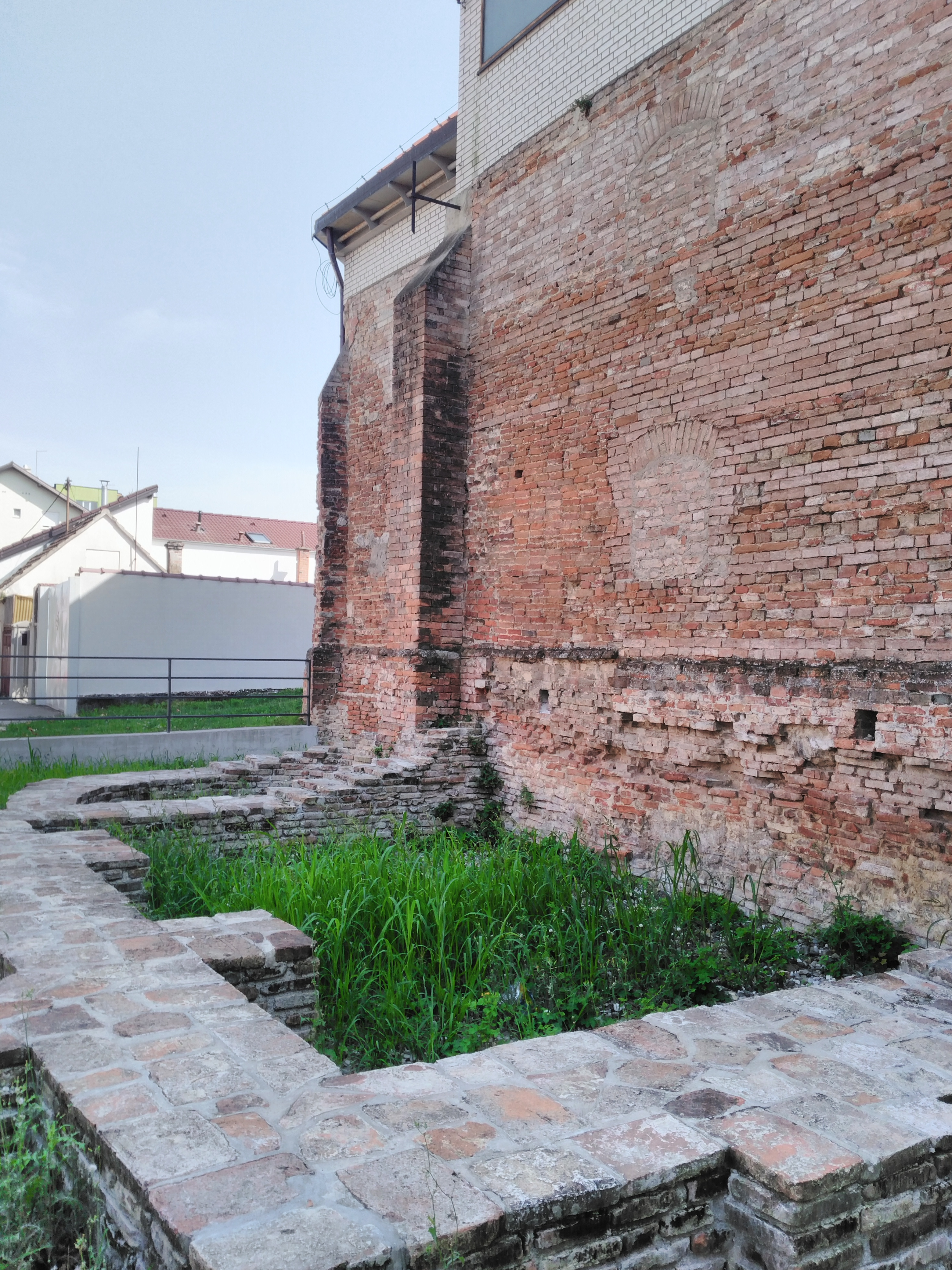
A középkori Szent Illés templom maradványai

Szent Illye első írásos említése 1267-ben történt a „Chepan” nevű birtok határjárásában. Valkói várjobbágyok faluja volt, majd a 13. század végén Márton bánnak a Szente-Mágócs nemzetség ősének a birtoka lett. 1355-ben és 1396-ban is említik „Zenthylie” nagy megyei vásárait, melyeket Szent Mihály és Szent Bertalan ünnepén tartottak. 1424-ben a szintén Szente-Mágócs nembeli Alsáni János királyi pohárnokmester birtoka lett. Halála után 1435-ben, vagy 1437-ben felesége Klára Tallóci Matkó horvát, dalmát és szlavón bánra és testvéreire hagyta. Valamikor 1464 és 1481 között Garai Jóbnak, a Garaiak nádori ágának utolsó tagja birtoka lett. Az ő halála után 1481-ben a Garaiak báni ágának kezébe ment át. Közéjük tartozik Bánffy Lőrinc, akinek birtokai között 1491-ben „Zenthylye” birtokát is említik. Ebben a dokumentumban tűnik fel először a település mai neve „Wynkocz” alakban. Ez ekkor még Szentillye egyik része lehetett. Valószínűleg egy viszonylag fiatal település volt, amely talán csak a 15. században alakult ki. Nehéz megmondani, hogy pontosan hol helyezkedett el, de erre némi támpontot ad a régi vinkovcei utca a „Vinkov sokak” neve, amely a mai Kovačić I. G. utca neve volt a 19. század elejéig Merajától északra. A Vinkóc, majd a Vinkovci név a település egykori Szent Vince tiszteletére szentelt templomáról származhat. Alapja mindenképpen a Vince személynév szláv Vinko változata. 1498-ban „oppidum Zenthillét” azok között a birtokok között sorolják fel, melyeket Geréb Péter és Mátyás 1494-ben egy korábbi királyi adományra hivatkozva erőszakkal elfoglaltak. Ebből az időszakból származik az a régészeti lelet, melyet 1965-ben az egyik merajai sírban találtak. Mátyás király és II. Ulászló 50 dénárját tartalmazó bőrzsák, amelynek tulajdonosa nyilvánvalóan valami gazdag kereskedő vagy kézműves volt, aki Szentillyén élt a 16. század elején. Bánffy Lőrincnek és Kishorvát Jánosnak csak az utolsó Geréb 1503-ban történt halála után sikerült peres úton visszanyernie itteni birtokait. 1506-ban Szentillyét révként is említik, birtokosai a Bosuton való átkelésért is pénzt szedtek.

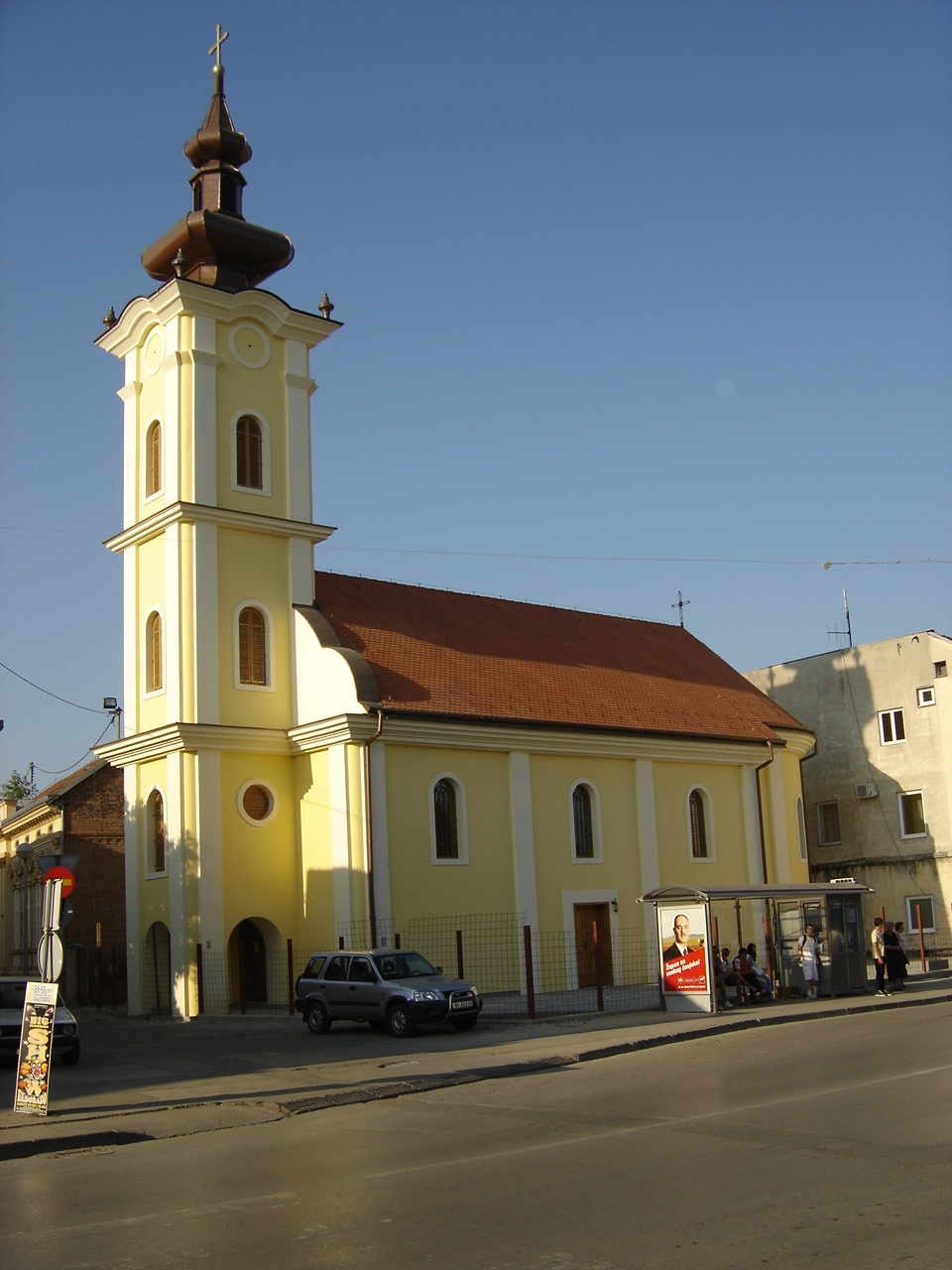
A szerb ortodox templom

### Újkor
A török 1526-ban Valkóvár eleste után foglalta el a várost. Mindenesetre Vinkovce területe már 1536-ban mélyen az Oszmán Birodalom területén belül volt. Az 1550-es oszmán népszámlálás szerint a települést „Ilinci” néven az Ivánkai náhije részeként említik. Ilinci területe ekkor már pusztaság (mezra) volt, amelynek földjeit a szomszédos falvak, köztük Vinkóc lakói művelték. Az 1570-es oszmán népszámlálás szerint Vinkóc falu, amelynek akkoriban 17 lakott háza volt, az Ivánkai náhijében található. Az összeírásban a 17 háztartás családfőinek nevét is rögzítik. Lakóinak többsége a református prédikátorok hatására a 16. század első felében áttért a kálvinizmusra. Petar Masarechi 1623-as itteni látogatása során Ivánka plébániatemplomában, amelyhez Vinkóc is tartozott, megemlíti számos „illír” református jelenlétét. A lakosság az 1686-tól zajló felszabadító háború következtében valószínűleg elhagyta lakóhelyét, mivel a török kiűzése utáni 1697-es első népszámlálás szerint a környező települések, köztük Ivánka és „Vinkovczy” menekültjei az Ant melletti erdőkben és mocsarakban rejtőztek el. A veszély elmúlta után csak 1700 vagy 1701 körül tértek vissza régi településeikre. Vinkovce ebben az időszakban az újonnan kialakult katonai határ közelébe került. 1705-ben és 1708-ban „Vincocz” templomát már plébániatemplomként említik. A régi középkori gótikus Szent Illés plébániatemplom valószínűleg ekkorra már Szent Vince (Vinko) tiszteletére volt felszentelve. Az 1729-es egyházlátogatás már ezzel a titulussal említi és megemlíti Nepomuki Szent Jánosnak és Szűz Máriának szentelt mellékoltárait is. Abban az időben Vinkovcének már valamivel kevesebb, mint 500 lakosa volt. 1745-ben megszervezték a katonai határőrvidékeket, ennek során Vinkovce a Bródi határőrezred 9. századának parancsnoki székhelye lett. 1750-től megindult a lakosság számottevő növekedése. Erre az időszakra esik a település központjának a Meraja körüli régi helyéről a jelenlegi helyére történő áthelyeződése. Az egykori Cibalae központjának ősi romjait kiegyenlítik és kitöltik, hogy a helyén katonai kiképzőhelyet hozzanak létre. Ezen a helyen már 1729-ben állt a fából épített plébániaház és egy fa kápolna. Az 1750-es és 1760-as években a kialakított gyakorlótér mindkét oldalán a hadsereg és a katonai közigazgatás igényeinek megfelelő faépületek létesülnek. Az 1770-es évek elejétől ezeket már szilárd anyagból épített reprezentatív barokk épületek helyettesítik. Ebben az időben létesültek a mai város barokk emeletes épületei, a katonai parancsnokság (a mai városi múzeum 1775-ben épített) épülete és a Nepomuki Szent Jánosnak szentelt plébániatemplom (1777) is, mely ma Szent Eusebius keresztény vértanú tiszteletére van szentelve. Az első iskola 1762-ben nyílt meg, 1799 óta pedig a városban klasszikus gimnázium működik, melyet még Péterváradon alapítottak, de ekkor ide költöztettek. Ez volt az egyetlen gimnázium határőrvidéken, mely fontos szerepet játszott számos vinkovcei származású híres ember oktatásában. A 18. és 19. század fordulóján itt épül fel az ezredbíróság (a mai Városi Bíróság) épülete és a Szlavón Katonai Határőrkerület tábornoki székhelye, valamint számos más késő barokk köz- és magánépület. A Meraján álló régi gótikus templomot erre az időre már elhanyagolták. Először katonai raktárként szolgált, a 19. században pedig magtár lett belőle. Az 1868-as magyar–horvát kiegyezés értelmében a Horvátország és Szlavónia, valamint a volt horvát és szlovén katonai határőrvidék egyesítésével a magyar korona részeként (perszonálunióban) létrehozott Horvát-Szlavónország politikailag egységes területének települése lett. Ezekben az évtizedekben lett a város jelentős vasúti csomóponttá. Az Osztrák–Magyar Monarchia felbomlásáig Szerém vármegye Vinkovcei-járásának székhelye volt.

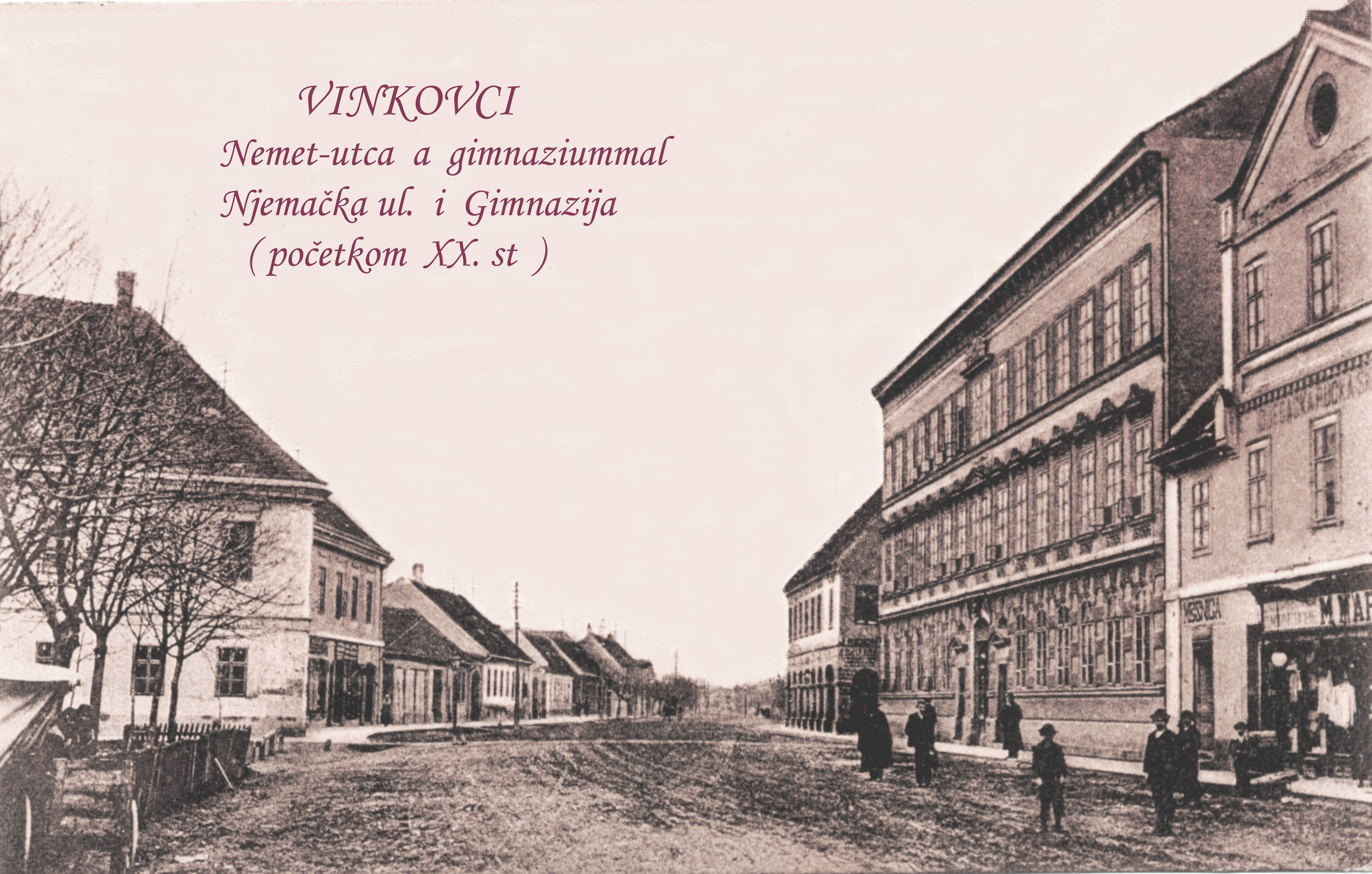
A Njemačka utca a gimnázium épületével a 20. század elején

### Vinkovce a 20. században
Az első világháború után Vinkovce az új szerb-horvát-szlovén királyság része lett. Az új hatalom új közigazgatási szervezetet alakított ki, amely 1921-ben megszüntette a vármegyéket és körzeteket hozott létre. Az 1929-ben az újonnan létrehozott állam népei körében felmerült elégedetlenség Sándor király diktatúrájának bevezetéséhez, valamint a körzetek és a körzeti közgyűlések eltörléséhez vezetett. Megalakult a Jugoszláv Királyság. A korábbi Vinkovcei kerület előbb a Drinai bánság részévé vált, de 1931-ben a Vinkovcei, a Vukovári, a Sidi és az Újlaki körzeteket átvitték a Szávai bánság (Savska banovina) területére.
1941 és 1945 között a város a Független Horvát Államhoz tartozott. Közelében a szerémi front áttörése során fontos csaták zajlottak. Ennek eredményeként a Vajdaság és Szlavóniának szinte az egész területét a szovjet erők foglalták el. Az a nap, amikor a németek távoztak Vinkovcéről (április 13.) volt a „város napja“ a kommunista uralom idején. A második világháború után új kerületeket hoztak létre Jugoszláviában, köztük az egyiket Vinkovce székhellyel. Ebben az időszakban Szlavónia és a Nyugat-Szerémség térségében az ipar fejlődése átmenetileg lelassult, de a lakosság szorgalma és kitartása, valamint a terület természeti erőforrásainak köszönhetően fejlett mezőgazdasági iparágak fejlődtek ki. A horvátországi háború idején 1991 júniusában a kelet-szlavóniai falvakban (Bobota, Vera, Negoslavci) szerb szélsőségesek támaszpontjai jöttek létre az Eszék, Vinkovce, Vukovár, valamint a környező horvát falvak elleni támadásokhoz.
Vinkovcét különösen a szomszédos Szegfalu, Márkusfalva, Pacsinta és Krizsevce irányából támadták. 1991. július elején a horvát erők a város bejáratából elűzték a szerb támadókat, majd 1991. július 17-én egy gyors csapással visszavetették őket a brčkoi vasútvonalon túlra, helyreállítva Szegfalu felé az összeköttetést. A támadás során a horvát csapatok is súlyos veszteségeket szenvedtek, mivel a jugoszláv néphadsereg hathatós támogatást nyújtott a szerb félkatonai erőknek. 1991. szeptember 15-én Vukovárt elvágták Vinkovcétől, de 20-ára a kapcsolat újra helyreállt. Október 11-én Mile Dedaković-Jastrebnek, a vukovári védelem parancsnokának egy kis védőcsoporttal sikerült kitörnie az ellenség gyűrűjéből Vinkovcéből azzal a szándékkal, hogy segítséget nyújtson Vukovárnak, amelyet egyre nagyobb szerb erők vettek körül. 1992. február 10-én tüzérségi támadások mellett a szerb erők gyalogsági támadást indítottak a város ellen, amelyet a horvát erők visszavertek. 1992. április 1-jén a szerb hadsereg ismét erősen támadta a várost, melynek során három embert megöltek, kilenc pedig megsebesült.
A kommunista Jugoszlávia szétesésével a független Horvátországban újjáalakították a megyerendszert. 1992-ben hivatalosan megalakult Vukovár-Szerém megye, melynek egy ideig a közigazgatási székhelye Vinkovce lett, mígnem a Duna-régió békés integrációja után a körülmények már megengedték a megyeszékhely Vukovárra költöztetését.

## Népesség
A délszláv háborúk előtt (1991) Vinkovce községnek (járás) 98 484 lakosa volt:
- horvátok – 78 313
- szerbek – 13 170
- magyarok – 1644
- bosnyákok – 342
- ruszinok – 209
- jugoszlávok és egyéb – 4806

A 2001-es népszámlálás adatai szerint a városnak 35 912 lakosa van. A horvátok voltak többségben (89%), de jelentős volt a szerbek aránya is (7%). Egyéb nemzetiségek: magyarok (0,6%), cigányok (0,3%), ruszinok (0,2%).

## Gazdaság
A város gazdaságában jelentős szerepet játszik a vasút. A Dilj d. o. o. (Kft.) vállalat a NEXE csoport tagja immár 90  éves hagyományokkal rendelkezik a tégla- és cserépgyártás terén. A Spačva d. d. (Rt.) faipari vállalat a parketta, a furnérlemezek és nyílászárók gyártásával foglalkozik. A városnak fejlett építő- és textilipara is van.

### Turizmus
A történelmi nevezetességek mellett a térség fejlett vendéglátással is rendelkezik, mely vonzerőt gyakorol az idegenforgalomra. A különféle szállodák mellett mintegy harminc étterem, motel és más típusú szlavóniai specialitásokat kínáló különféle szálláshely kínál szállást magában a városban és az utak mentén. A vinkovcei idegenforgalmi hivatal 1975-ben kezdeményezte a gazdag és gyönyörű Szlavónia ősi szépségeinek a vidéki turizmus fejlesztésére való felhasználását. A környékbeli falvak máig megőrizték eredeti megjelenésüket, népszokásaikat, népviseleteiket. Több településen rendeznek folklórfesztiválokat. A vadászturizmusnak is hosszú hagyománya van a térségben. A vidék gazdag gímszarvasokban és dámvadakban, valamint vaddisznókban és fácánokban. A város közelében ismert vadászterületek: Kunjevci, Spačva és Merolino. A folyók édesvízi halakban gazdagok. A fő halfajták a ponty, a süllő, a sügér, a harcsa, a kárász és a csuka. A sporthorgászat az ősi idők óta kedvelt Vinkovce területén és nem ritka, különösen a nyári hónapokban, hogy sok horgász versenyez a Bosut mentén a város központjában.

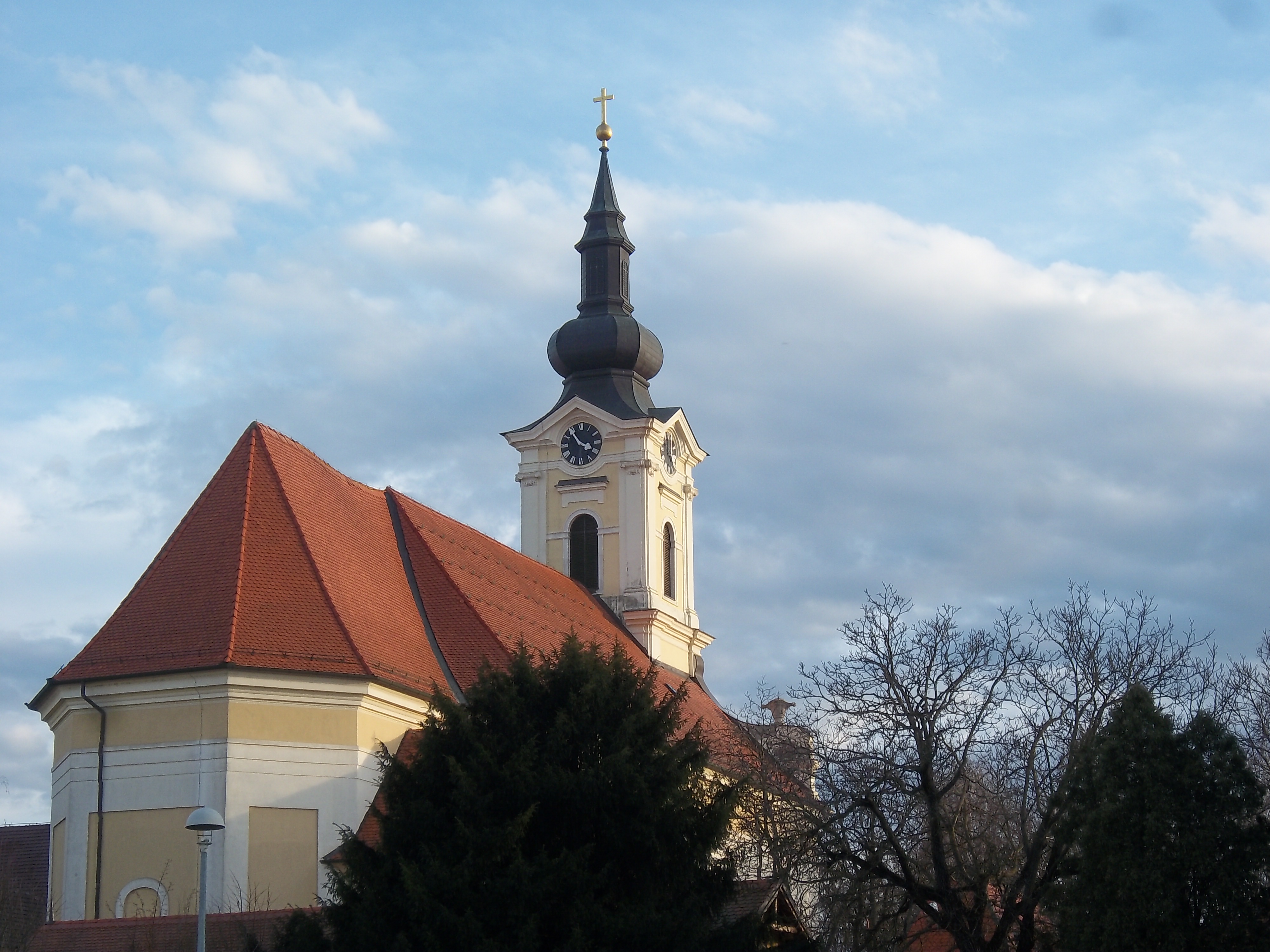
A Szent Eusebius és Polion plébániatemplom

## Nevezetességei
- Szent Eusebius és Polion tiszteletére szentelt római katolikus plébániatemplomát[4]  1777-ben építették barokk stílusban. Egyhajós épület félköríves apszissal és a főhomlokzat felett emelkedő harangtoronnyal, melyet barokk toronysisakkal fedtek.  A főhomlokzatot függőleges pilaszterek tagolják három részre, melyek között az alsó részen két félköríves fülke látható Páduai Szent Antal és Nepomuki Szent János szobraival. Középen található a félköríves tympanonnal díszített főbejárat. Az apszis keleti oldalához csatlakozik az emeletes sekrestye. A belső tér három részre osztott, baldachinos boltozattal fedett, a félköríves szentélyt ugyancsak baldachinos boltozat fedi. A főoltár Nepomuki Szent Jánosnak, az öt mellékoltár Jézus és Mária szentséges szívének, Szent Polionnak, Szent Eusebius püspöknek és a Lourdes-i Szűzanyának vannak szentelve. Értékes, művészi kivitelű mechanikus orgonája 18 regiszteres, két manuálos, pedálos hangszer, mely 1850 körül Vogt Ferenc pécsi mester műhelyében készült. A manuálok terjedelme C-f3, a pedáloké C-d1. Klasszicista orgonaszekrénye kétszárnyú.
- Az egykori Szent Illés templom[5] a Meraja városrészben áll. Legrégibb részei 1100 körül épültek koraromán stílusban. A 14. század végén és a 15. század elején gótikus stílusban építették át. A 18. században titulusát Szent Illésre és Szent Vincére módosították. 1777 az új plébániatemplom megépülése után katonai raktárrá alakították át, majd magtár lett belőle. Ma időszakosan múzeumi kiállítások és képgaléria tekinthetők meg benne. 1885-ben az épületet magántulajdonba adták és radikálisan felújították. 1965-ben régészeti ásatásokat végeztek, amelyek felfedték a templom északi korai román stílusú részeit, amelyet ma eredeti formájában mutatnak be.
- A művészeti galéria épülete[6]  szabadon álló épületként épült, téglalap alakú alaprajzzal a 18. és 19. század fordulóján, az akkori katonai határőrezred tiszti lakásaként. Harmonikus arányokkal rendelkezik, festői kialakítású főhomlokzattal, amelyből kiemelkedik az árkádsor és a magas, kontyolt tető. Az oldalsó homlokzatok sima kidolgozásúak. A földszinti szobák boltívesek, az első emeleten pedig síkmennyezetűek. Az épület alatt boltíves pince található. Az épület a katonai építészet értékesebb épületeinek jellemzőivel rendelkezik.
- A Zvonimir király utca 2-es szám alatt található a Janković-ház.[7] A lakó- és kereskedelmi célra készült épületet a 18. század végén építették a késő barokk, krajinai katonai építészet stílusában a város főutcáján. Az épület "L" alaprajzú a földszinten nyitott árkádokkal. A földszinti részt a vakolatba helyezett fugákkal, valamint az ajtókkal és a kirakatokkal tagolták. Az első emeleten négyszögletes ablakok vannak, amelyek között lizénák emelkednek ki, alattuk pedig rombusz alakú ornamentika díszítések vannak. Az épület oldalán széles, boltíves kocsibejáró található. Az udvar sima homlokzatán egy veranda került kialakításra, amely eltakarja a lépcsőzetet és a vaskorlátos emeleti teraszt. Eredeti a dongaboltozatos pince. A földszinten egy boltozatos vendéglátó egység van.

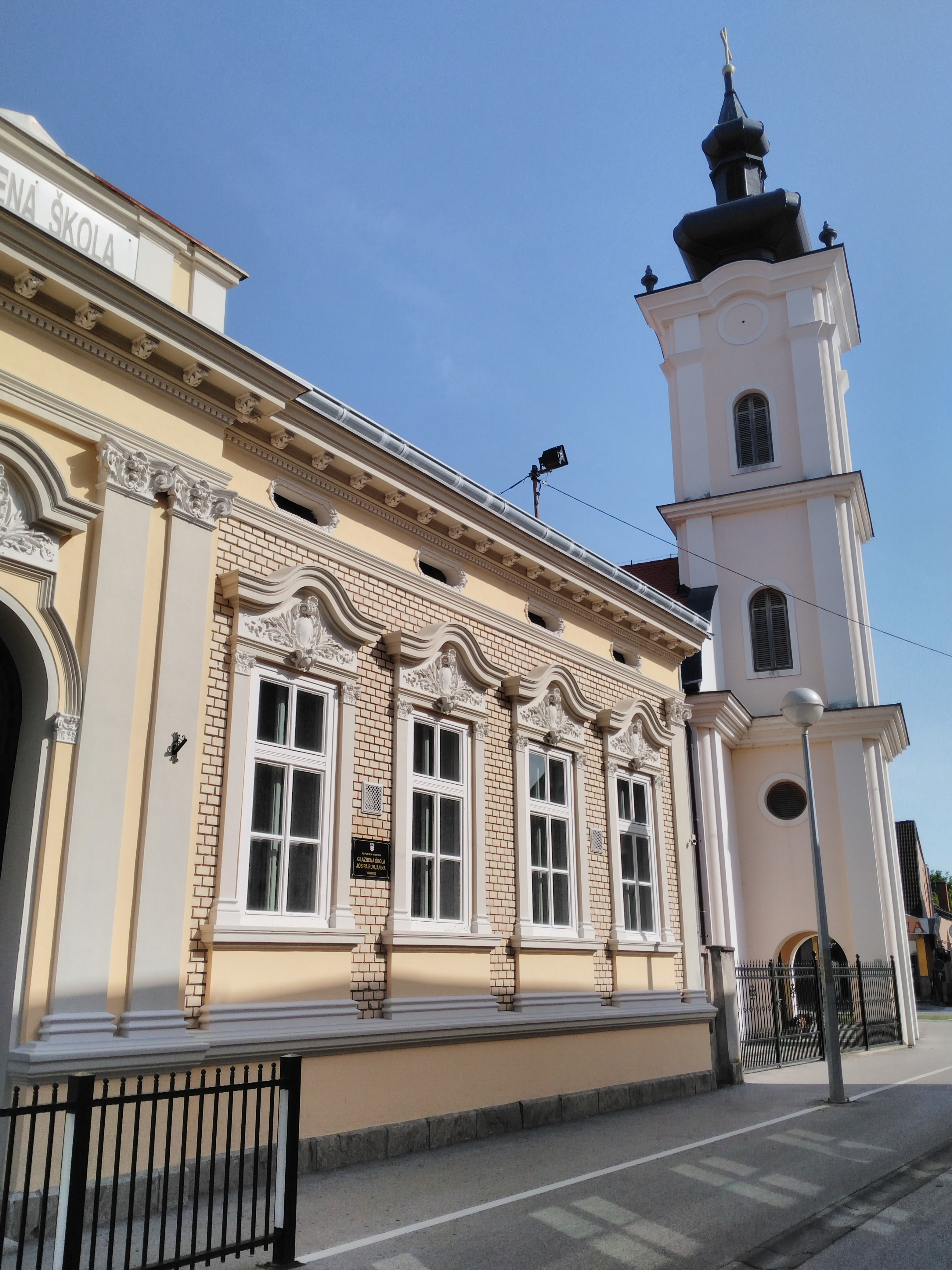
A zeneiskola a pravoszláv templommal

- A Šokčević bán téren áll az egykori századparancsnoki, majd bírósági épület,[8] mely a 18. század második felében épült. Mai historizáló stílusú formáját a 19. században az átépítés során kapta. Az épület szabálytalan négyszög alaprajzú, szimmetrikus utcai homlokzattal, sima homlokzati kialakítással. A homlokzat szabályos ütemű ablaknyílásokkal rendelkezik, lizénákkal körülhatárolva. A lizénák timpanon formájára kidolgozott ablakáthidalókat tartanak. A kétszárnyú világítóablakokkal ellátott négyszögletes ablakokat faragások díszítik. A tetőtéri párkányt az ablakok közötti felületek síkjában elrendezett háromszögletes konzolok és sűrűn kialakított, konzolokkal díszített frízek hangsúlyozzák.
- A bíróság épülete[9] egy nagyobb, kétszintes épületként épült 1868-ban, amikor az akkor divatos romantika jegyében historizáló homlokzatot kapott. Egyemeletes, négyszögletes alaprajzú épület. A homlokzatot széles pilaszterek négy mezőre osztják, két ablakkal és a díszítőprofilok gazdag részleteivel, amelyek a földszinten láng alakban végződnek. A középső rizaliton kiemelkedik a nagyméretű ajtó, felül pedig a tornyokkal határolt háromszög alakú timpanon a manzárd biforámás ablakával. Az épület homlokzatát vízszintes fugák tagolják.
- A város főterén álló Szentháromság-szobor[10]  a 19. század közepén fogadalmi szoborként készült. Talapzatába az eszéki Payerle mester neve van bevésve. Neoklasszicista-historikus stílusú. A szoborhoz való hozzáférést három kőlépcső biztosítja, amelyeken a magas, különböző profilú talapzat nyugszik. A szögletes talapzaton három karcsú oszlop van elhelyezve. A sima felületű oszlopok korinthoszi oszlopfőket hordoznak. Tetejükön széles architráv található, rétegesen profilozott és fogazott motívumokkal, egyszerű füzérekkel és íves alkalmazásokkal díszítve. Az architráv tetején kőfigurák láthatók, amelyek a Szentháromságot ábrázolják.
- A vinkovcei Duga ulica 26. szám alatti lelőhelyen végzett tervszerű régészeti ásatások során 50 darab fényűzően készített antik ezüst edényt (tálcák, tányérok, tálak, kancsók, poharak, kanalak és ezek darabjai) találtak. Az edények teljes egészében ezüstből készültek, kiváló kivitelezésű és magas művészeti értékkel bírnak. Az edények egyes példányait aranyozták.  Egy részük vésett díszítésekkel, emberi, állati, geometriai és növényi motívumokkal rendelkezik. Az egyik edényen fennmaradt a készítő, Antonius Aquila bevésett neve, így a tárgyak egy része minden bizonnyal e mesterhez köthető. Ez a lelet a Horvátországban talált, nemesfémekből készült ókori tárgyak legjelentősebb leletei közé sorolható.
- A Zvonimir király utca 1. szám alatt áll a Bródi határőrezred igazgatási épülete, melyet a 18. század végén építettek katonai és polgári célokra. Az épületet 1908/09-ben északi szárnnyal bővítették. Ekkor változott meg a homlokzat kialakítása is, mely szecessziós jegyeket kapott. A Zvonimir király utca és a főtér sarkán álló egyemeletes, „L” alaprajzú épület a városmag legreprezentatívabb épülete. Földszintjét az itt elhelyezett üzletek kirakatai és bejáratai tagolják. A bejáratokat növényi motívumokkal díszített fejű oszlopok és pilaszterek díszítik. Az emeletet három rizalit tagolja, melyeken pompázatos erkélyeket képeztek ki. Közülük is kiemelkedik a díszes sarokerkély. Az épületbe öt kőlépcső vezet, melyből négy kovácsoltvas korláttal van ellátva.
- A Josip Šokčević bán tér 16. szám alatt áll a Városi Múzeum,[11] az egykori ezredparancsnokság épülete. Az épület a főtér egyik sarkában található. 1775-ben építették a katonai barokk építészet stílusában adminisztratív épületként. Az egyszintes, téglalap alakú alaprajzú épület téglából épült. A bejárati homlokzaton hosszanti, ívelt boltíves nyílásokkal tagolt tornácot alakítottak ki. Az ablakok között sekély négyszögletes lizénák láthatók. Az ablakok téglalap alakúak, félkör záródásúak. Az emeleti szintet egy lépcsőzetesen kiálló szögletes koszorú választja el. Az épület a belváros egyik legértékesebb épülete, szép példája a 18. századi barokk építészetnek.
- Ugyancsak a Josip Šokčević bán téren áll a gimnázium régi épülete.[12]  Az épület a város főterének utcasorába illeszkedik a gimnázium új épülete mellé, amelyhez az első emeleten kapcsolódik. Az emeletet 1780 és 1798 között építették barokk stílusban. A tetőn lévő tornyocska 1827 körül épült. A földszinten üzletek, az első emeleten osztálytermek vannak, az első emelet kiterjesztésében pedig lakások találhatók. Alaprajza téglalap alakú. A földszintet ma kirakatok és bejáratok, az első emeletet egy szokásos téglalap alakú kerettel ellátott ablaksorozat tagolja. Párkány választja el a földszintet az első emelettől. A második emelet felett háromszög alakú attika van, mögötte a tető gerincén pedig harangdúc emelkedik az iskolai haranggal.
- A vinkovcei főtéren áll az új gimnázium épülete,[13] mely 1879-ben épült a historizmus jegyében. A magas kétemeletes épület összetett alaprajzú, a keleti oldalon két kiugrás található. A főhomlokzatot az ablaknyílások szabályos ritmusa tagolja, profilozott keretekkel és három bejárattal. A földszint rusztikusan kőutánzat. Az első emeleten az ablakpárkányok fölött virágdíszekkel díszített ablaknyílások találhatók. A bejárati csarnokban hatalmas oszlopok és két, kőből épített lépcső található.
- A főtéren áll a Szent Eusebius és Polion plébánia épülete,[14] melyet 1777 és 1780 között építettek. Mai formáját a 19. század végén nyerte el, amikor historizáló stílusban építették át. Földszintes épület elnyújtott téglalap alaprajzzal. A gazdagon rizalitos főhomlokzat középső részén található a bejárati portál. A bejáratot egy fából készült, profilozott, kör alakú nyílásokkal díszített ajtóval látták el, melyet kiugró pilaszterszerű ajtófélfák kereteznek felső részükön girlandokkal. A portál középső részét felül félköríves tympanonnal zárták le. A falköpenyt pillérek osztják olyan mezőkre, amelyekben félkör alakúak az ablakok. A mezőket vízszintes fugák osztják és koszorúk határolják. Az épületet egy csonka piramisokkal tagolt nyeregtető fedi. Az épületet 1991. szeptember 24-én gránáttalálat érte és kigyulladt. A háború után eszéki szakemberek vezetésével építették újjá.
- A "Kamenica" régészeti lelőhely Vinkovce és Szegfalu települések között egy kis domb területét fedi le. A lelőhely kutatása 1967-ben történt. Ennek során két téglából épített és vakolt sírkamrát találtak, mellettük sok építőanyag, stukkó- és freskómaradványok, pénzérmék stb. került elő. A 2012-ben végzett kutatás egy nagy ókeresztény épületkomplexum maradványait azonosította, a bazilika falait kísérő épületekkel és nyolcszögletű keresztelőkápolnákkal, valamint számos síremlékkel. A mérések szerint a komplexum maradványai 0,5–2,5 méterrel a talaj felszíne alatt fennmaradtak.[15]

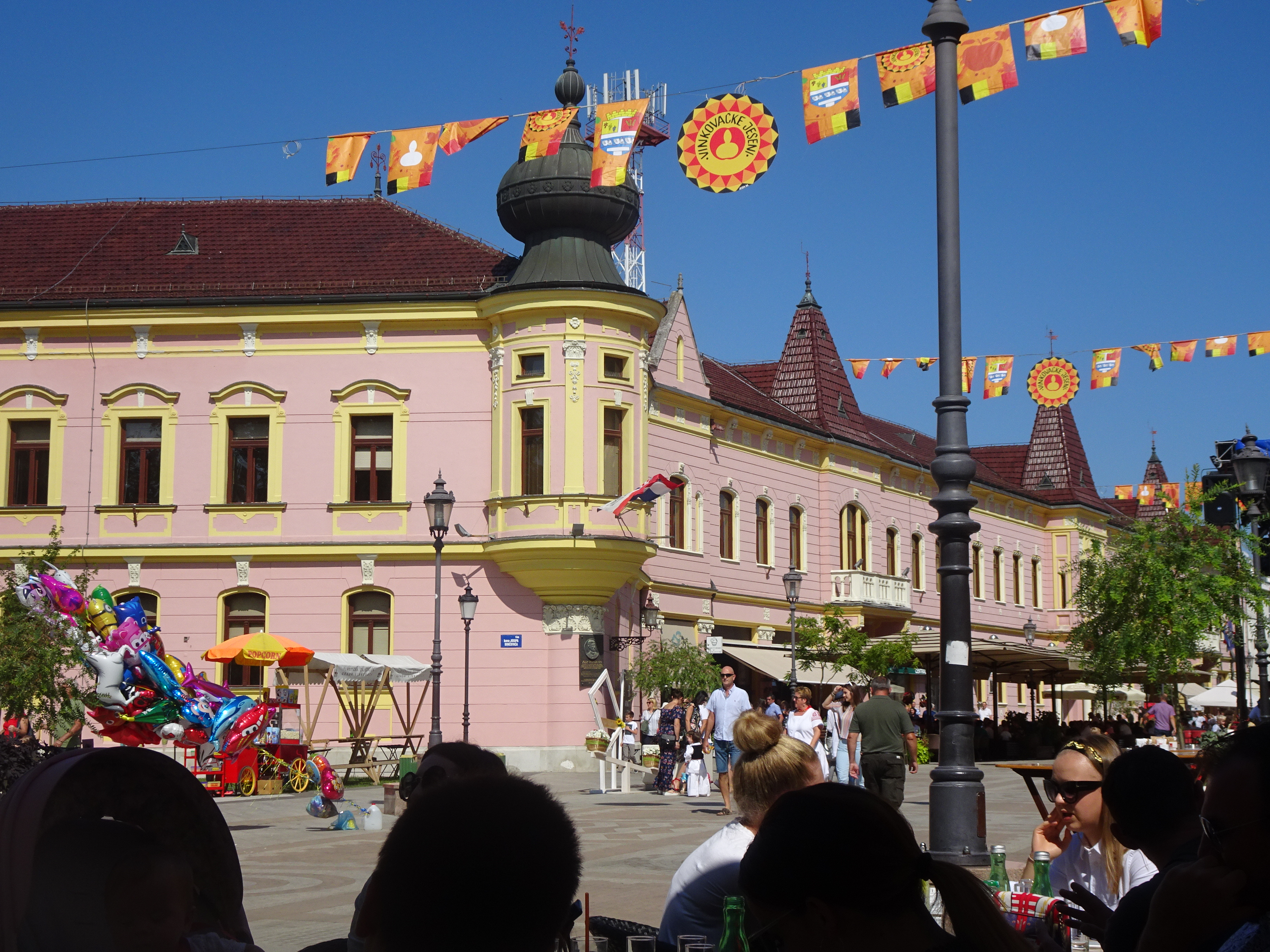
A Vinkovcei őszi fesztivál

## Kultúra

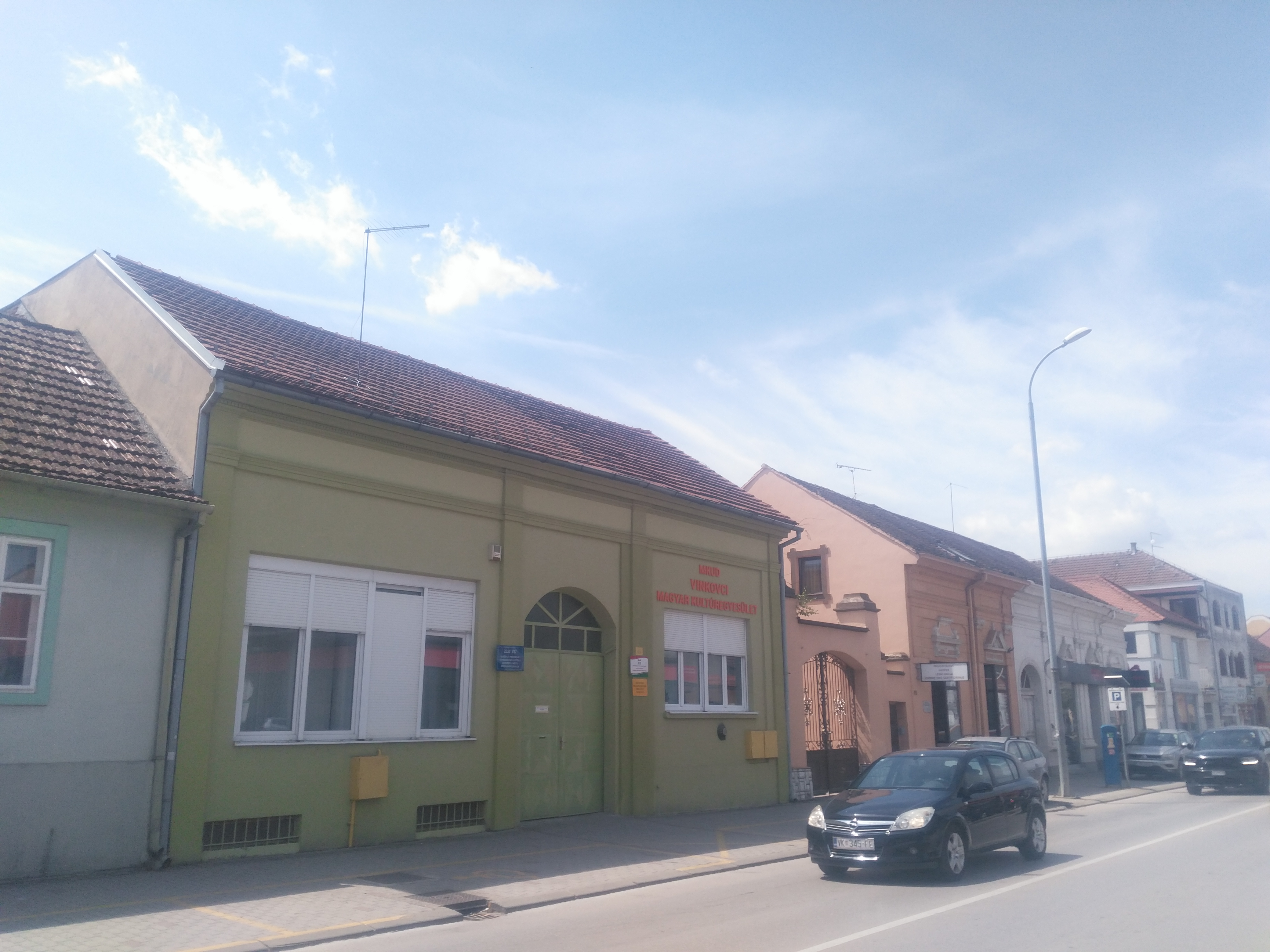
Magyar Kultúregyesület, Vinkovce

- A városban már több, mint ötven éve rendezik meg a „Vinkovcei ősz (Vinkovačke jeseni)” nevű folklórfesztivált.  A Vinkovcei ősz a legnagyobb és leghíresebb folklór, kulturális, gazdasági és turisztikai esemény nemcsak Vinkovcében és környékén, hanem Szlavóniában, Baranyában és a Szerémség nyugati részén, valamint egész Horvátország kontinentális részén. Az eseményen Horvátország különböző részeinek, a diaszpóráinak, valamint más európai és amerikai országoknak a folklór csoportjai vesznek részt. Az első Vinkovcei őszt 1966 szeptemberében tartották. Kezdetben a szlavón folklór helyi fesztiválja volt, amelyen Vinkovce, majd Szlavónia és Baranya folklórcsoportjai vettek részt. 1970-ben, az említett csoportokon kívül, a fesztiválon részt vett egy burgenlandi horvát csoport, valamint a petrovaci ruszinok és ukránok csoportja is. Később a volt Jugoszlávia különféle részeiről, Ausztriából, Magyarországból, Lengyelországból, Szlovákiából, Romániából, Franciaországból, Svédországból és az USA-ból is jelentek meg folklórcsoportok a fesztiválon. 1977 óta a Vinkovcei ősz a horvát népek és nemzetiségek eredeti folklórjának fesztiválja, 1990 óta pedig az eredeti horvát folklór fesztiválja, amelyen a diaszpórák folklórcsoportjai is szerepelnek.

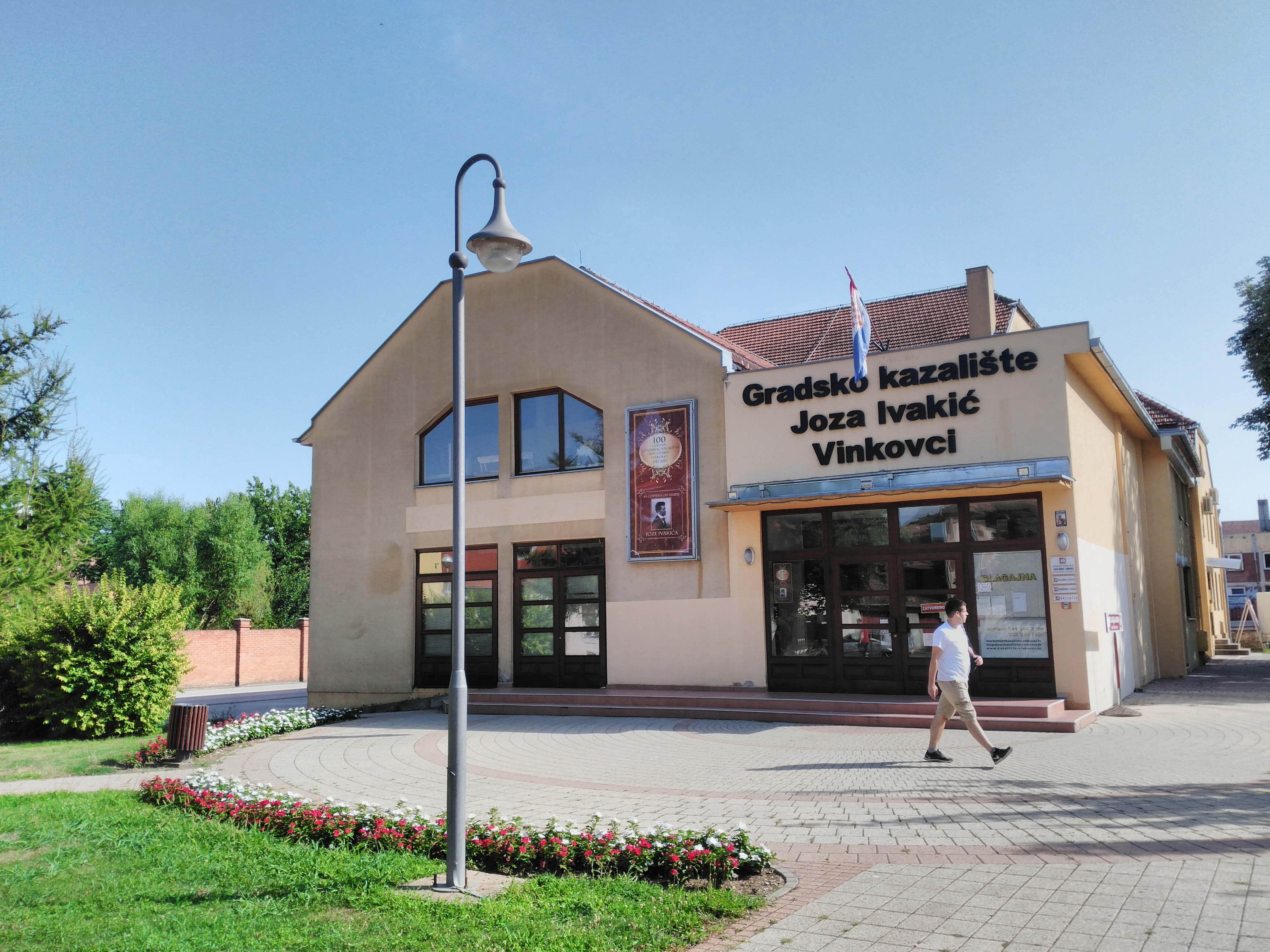
A városi színház épülete

- A vinkovcei színjátszás hagyományai 1917-ig nyúlnak vissza, amikor az amatőr színház Isa Velikanović „Prosce” című darabját mutatta be. A Vinkovcei Nemzeti Színház 1945. július 5-én, közvetlenül a második világháború után alakult meg. Bemutatkozó előadásuk Josip Kosor, „Požar strasti” (A szenvedély tüze) című darabja volt. A Vinkovcei Színház olyan ismert profi színészeket nevelt ki, mint Vanja Drach, Nada Subotić, Ivo Fici, Mate Ergović, Žarko Mijatović, Jasna Bašić, Rade Šerbedžija, Ivo Gregurović, Vesna Tominac és mások. Különösen sikeres rendező volt Himzo Nuhanović, aki a „Vinkovcei ősz” megnyitójának hosszú ideje a forgatókönyvírója.
- A városi könyvtárat és olvasótermet 1945-ban alapították a Népi Front Könyvtára és Olvasóterme néven. Az első városi Olvasótermet azonban már 1875. augusztus 9-én megalapították a város egyik kávézójában, amely a „Zum Kaiser von Öesterreich”, azaz az „Ausztria császárához” nevet viselte. Az alapító tagok 33-an voltak, köztük a város több tekintélyes személyisége. Az Olvasóterem az egész vinkovcei társadalom kedvenc társasági központja és találkozóhelye volt. 1919-ben 143, 1923-ban már 318 tagja volt. Az 1945-ben alapított könyvtár állományában 1948-ban már 4096 kötet volt. 1961-ben nevét Narodna knjižnica i čitaonica Vinkovcira, azaz Vinkovci népi könyvtárra és olvasóteremre változtatták. Ebben az évben nyílt meg a gyermekkönyvtári részleg. Az 1966 és 1990 közötti időszakban a könyvtári tevékenységek tartalmi szempontból is fejlődtek, bővültek és gazdagodtak. A könyvtár területileg, szervezetileg és személyzettel is bővült. 1991-ben állományába 75 ezer kötet, 1239 kötetnyi folyóirat, 365 diafilm és 523 hanglemez tartozott. 1991. szeptember 16-ról 17-re virradó éjjel a könyvtárat gránáttalálat érte és teljesen leégett. A Vinkovci Városi Közgyűlés Végrehajtó Tanácsa határozatával a könyvtárnak egy épületet jelöltek ki a Gundulićeva utca 6. számú épületben, ahol ma is található. Az „Adjunk egy könyvet az elpusztult könyvtáraknak” akció keretében mintegy 50 ezer kötetnyi könyvet és magazint gyűjtöttek össze. A könyvtári munka 1992. augusztus 7-én indult meg a bibliobuszban, amelyet a könyvtár Bécs városától kapott. A Béke Gyermekkönyvtárat 1994. december 19-én nyitották meg, egy óvodás gyermekek számára kialakított játszószobával is rendelkezik, amely 1995. február 1-jén kezdte meg működését. 1995-ben az intézmény nevét Vinkovci Városi Könyvtárra változtatták. 1997. október 18-án megnyílt a CD kölcsönző. 1998-ban a könyvtár megkapta a neves vinkovcei szobrász, Vanja Radauš könyvgyűjteményét. Ez a gyűjtemény mintegy 10 000 kötetben tartalmaz könyveket és folyóiratokat. A gyűjtemény szakértői feldolgozása folyamatban van.

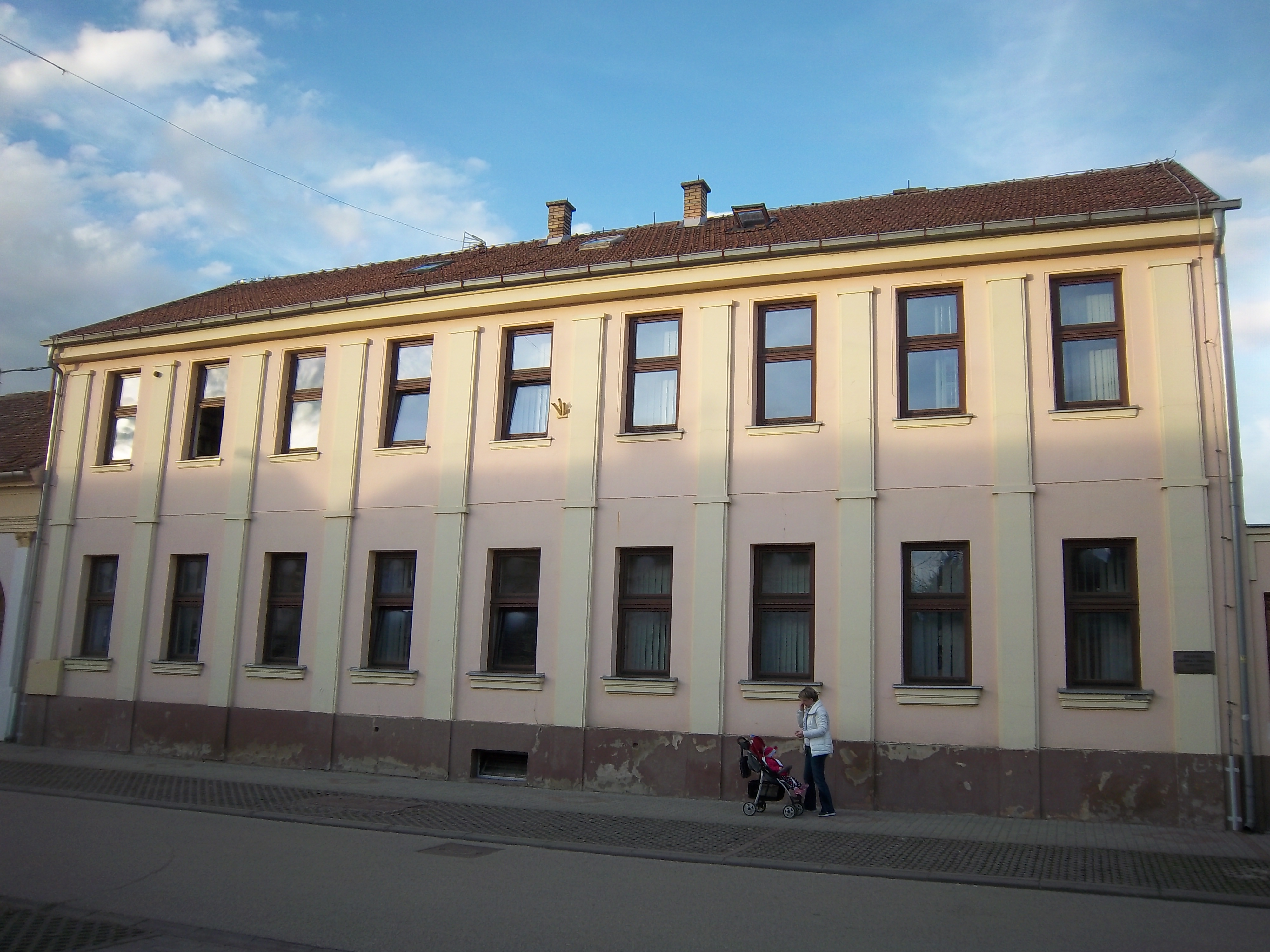
A városi könyvtár épülete

- Városi múzeumot 1946. november 7-én alapították. Gyűjteményének alapja Mate Medvedović régiséggyűjtőnek a gyűjteménye volt, amelyet a Vinkovci Városi Tanács 1942-ben vásárolt meg. Később Matija Klein régészeti gyűjteményét és Horko Benko numizmatikai gyűjteményét adták hozzá ehhez az állományhoz. Az első kiállítás 1948-ban valósult meg az egykori Vjeresijska bank épületében, az Istarska utcában. A múzeum 1950-ben költözött mai épületébe, mely korábban a Bródi határőrezred parancsnoki épülete volt. Az első állandó kiállítás 1952-ben nyílt meg. A későbbi időszakban a vásárlások és ajándékozások, valamint az ásatások leleteinek a révén növekedett a kulturális, történelmi és néprajzi anyag. A régészeti gyűjtemény közel tízezer tárgyból áll, melyek felölelik az őskortól a római koron át a középkorig terjedő időszakot. Anyaga a polgárok adományaiból, a véletlenül talált tárgyakból és a tervszerű ásatások leleteiből áll. A néprajzi gyűjtemény főként a múzeumnak ajándékozott anyagból és a megvásárolt tárgyakból áll. Összesen több, mint 1500 tárgyat tartalmaz.
- A városi múzeum kevés alkalmazottjával régen működött egy Művészeti Osztály is, amelyet a múzeum alapításának 20. évfordulója alkalmával 1966-ban Szépművészeti Galéria néven önálló intézménnyé alakítottak. A Szépművészeti Galéria 1970-től a Duga ulica 3. számú épületében, egy 1840-ben épített régi polgárházban volt elhelyezve. 1991 elején a Szépművészeti Galéria Galéria Osztály néven újra egyesült a Múzeummal. A horvátországi háború idején 1991 és 1997 között anyagát Varasdon őrizték. A Galéria épületét, amelyben 2004 óta található a Galériaosztály ma Slavko Kopač Képzőművészeti Galériának hívják.
- A városban 2017 óta rendeznek filmfesztivált.

## Oktatás

### Általános iskolák
- Antun Gustav Matoš általános iskola
- Bartol Kašić általános iskola
- Josip Kozarc általános iskola
- Ivan Goran Kovačić általános iskola
- Vladimir Nazor általános iskola
- Ivan Mažuranić általános iskola
- Josip Runjanin zenei általános iskola

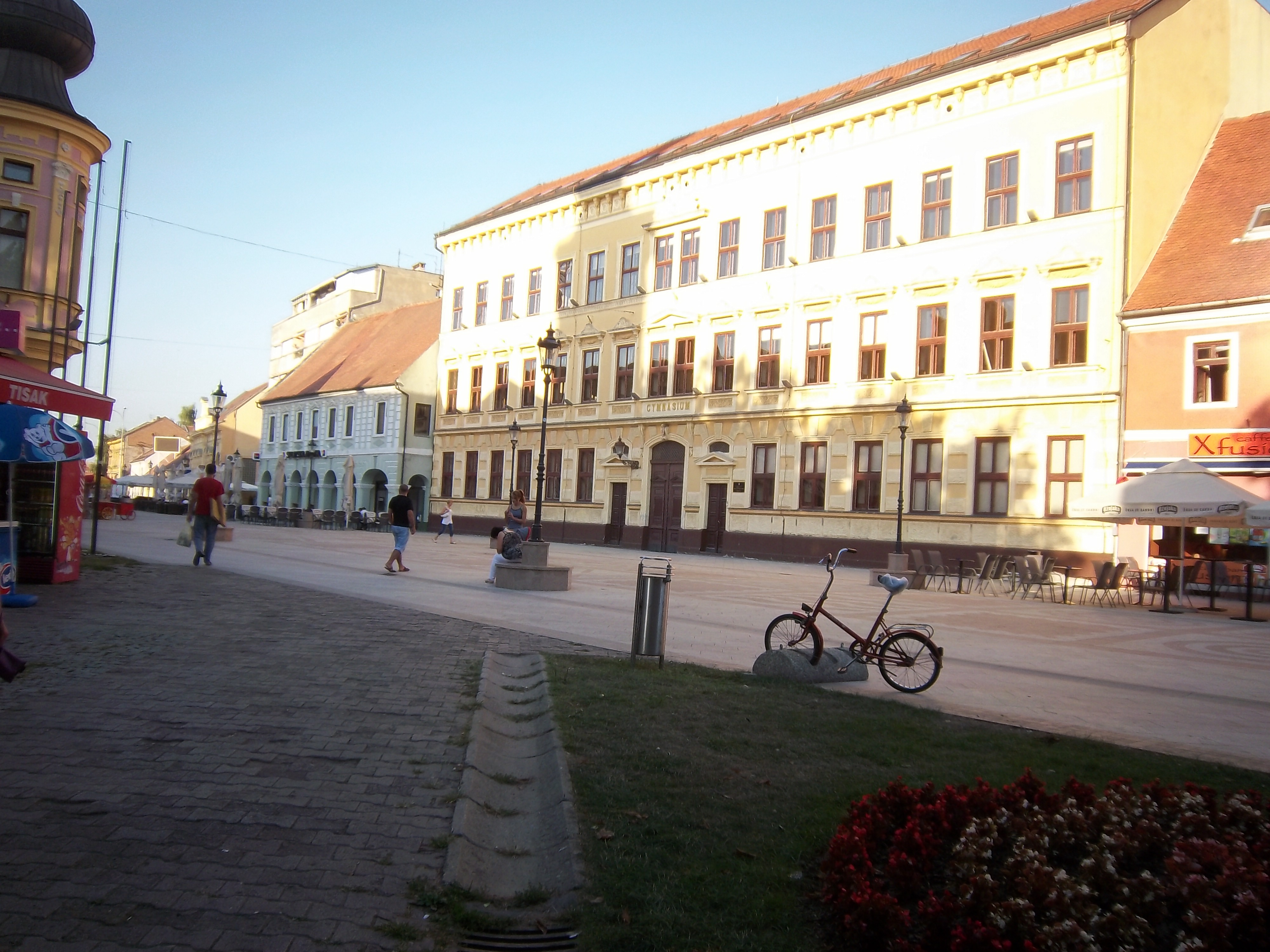
A gimnázium épülete

### Középiskolák
- Matija Antun Reljković gimnázium
- Ivan Domac gazdasági és kereskedelmi szakközépiskola
- Ruđer Bošković ipari iskola
- Silvija Strahimir Kranjčević ipari-kereskedelmi szakközépiskola
- dr. Andrija Štampar egészségügyi szakközépiskola
- Faipari szakközépiskola
- Vinkovci mezőgazdasági és erdészeti  szakközépiskola
- Josip Runjanin zeneművészeti szakközépiskola

### Főiskolák

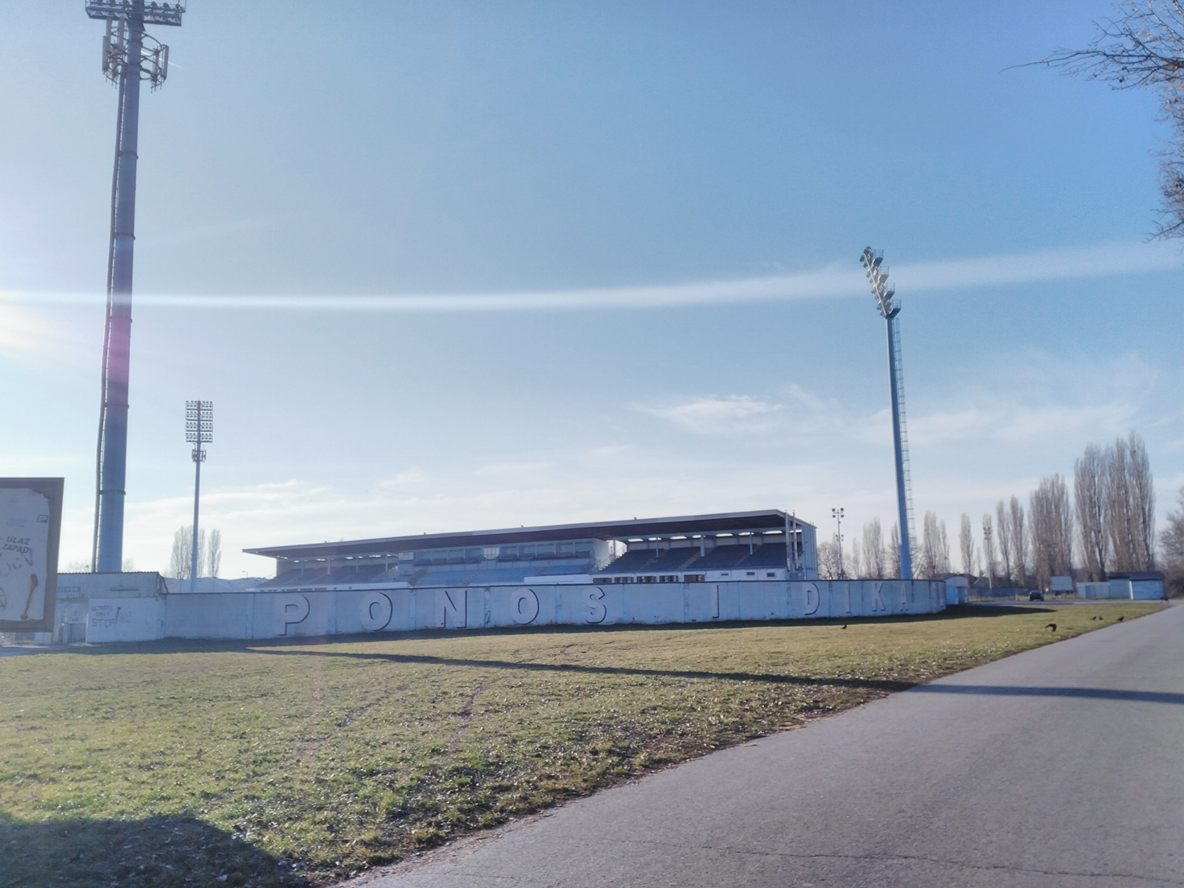
A HNK Cibalia sporttelepe

- Eszéki egyetem mezőgazdasági kara
- Eszéki egyetem filozófiai kara
- Eszéki egyetem építészeti kara

## Sport

### Labdarúgás
- HNK Cibalia Vinkovci (1947-től 1991-ig Dinamo Vinkovci). A klubot 1919-ben alapították. Legnagyobb sikerét a 2009/10-es bajnokságban érte el, amikor bronzérmes lett a nemzeti bajnokságban, 1999-ben pedig kupadöntőt játszott.
- NK Dilj
- NK Vinkovci
- MNK Vinkovci
- A „Lapovci” kispályás labdarúgótorna az ország egyik rangos téli kispályás labdarúgótornája

### Kosárlabda
- KK Vinkovci

### Röplabda
- ŽOK Cestorad
- SK Lokomotiva
- TK Vinkovci

### Kézilabda
- RK Spačva-Vinkovci

### Bocsa

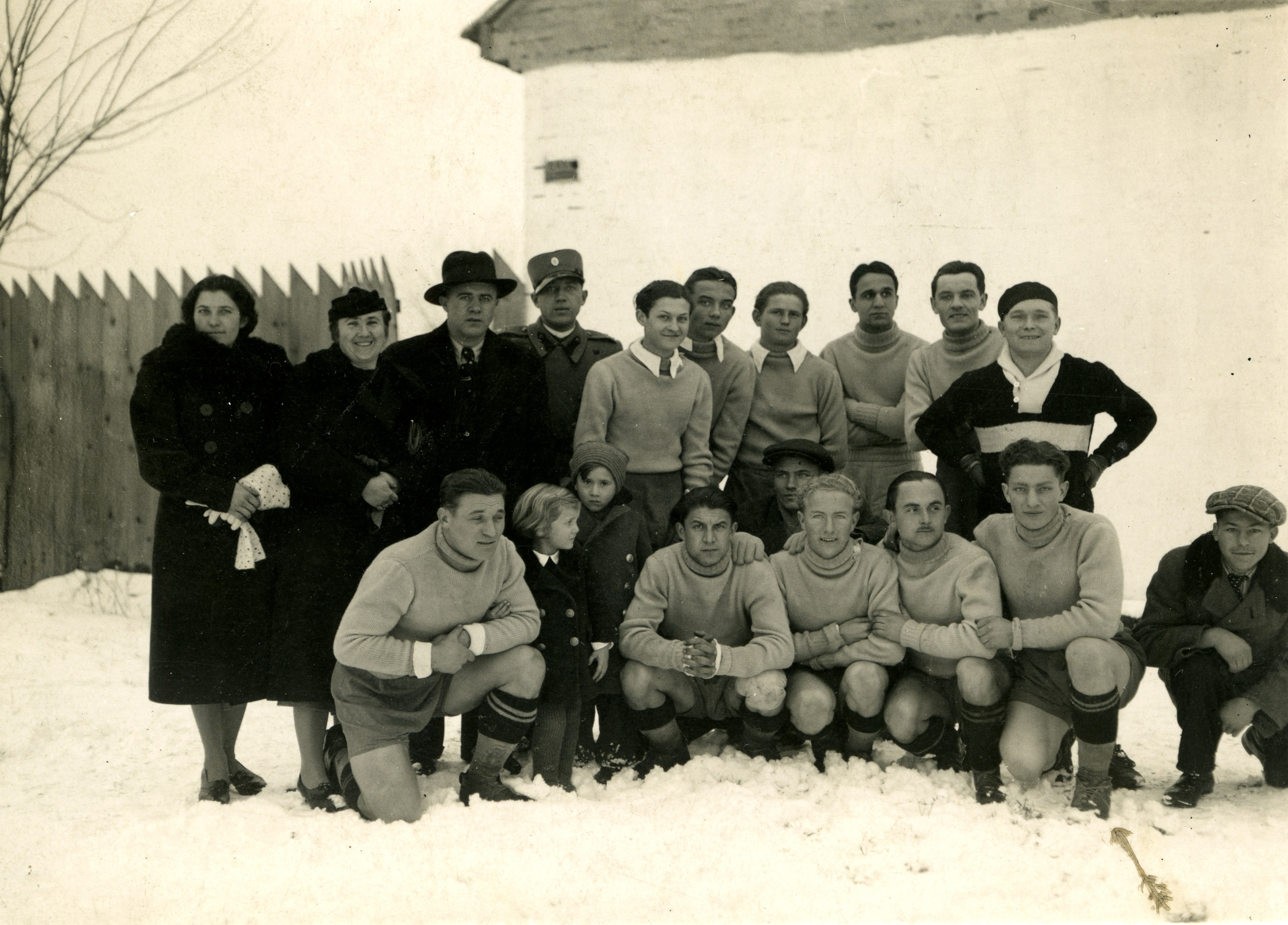
A Cibalia Vinkovci futballcsapata 1943-ban

- BK Lapovci-Dilj
- BK Mladost - Cestorad
- BK Vinkovci
- BK Novoselac

### Egyebek
- PK Orion úszóklub
- Vinkovački Plivački Klub úszóklub
- BK Sokol-Cestorad kerékpárosklub
- KK Dilj-Obrtnik Vinkovci tekeklub
- Sajnami Vinkovci taekwondo klub
- AK Cibalia Vinkovci atlétikai klub
- KK Vinkovci karateklub
- KK Galaxy karateklub
- ŠRU Bajer sporthorgászklub
- LD Sloga vadásztársaság

A „Vinkovci” nemzetközi sakktornát 1970 óta rendezték meg és azon játékosok többsége vett részt rajta, akik ugyanabban az évben játszottak a zágrábi békeversenyen. Azokban az évtizedekben ez a verseny volt a világ egyik legerősebb sakktornája. Miután a 2000-es években a rendezésben szabálytalanságokat találtak, a torna már nem érte el a korábbi színvonalat.

## Egyesületek
- Vasútkedvelők klubja
- „Oton Kučera” csillagászati egyesület

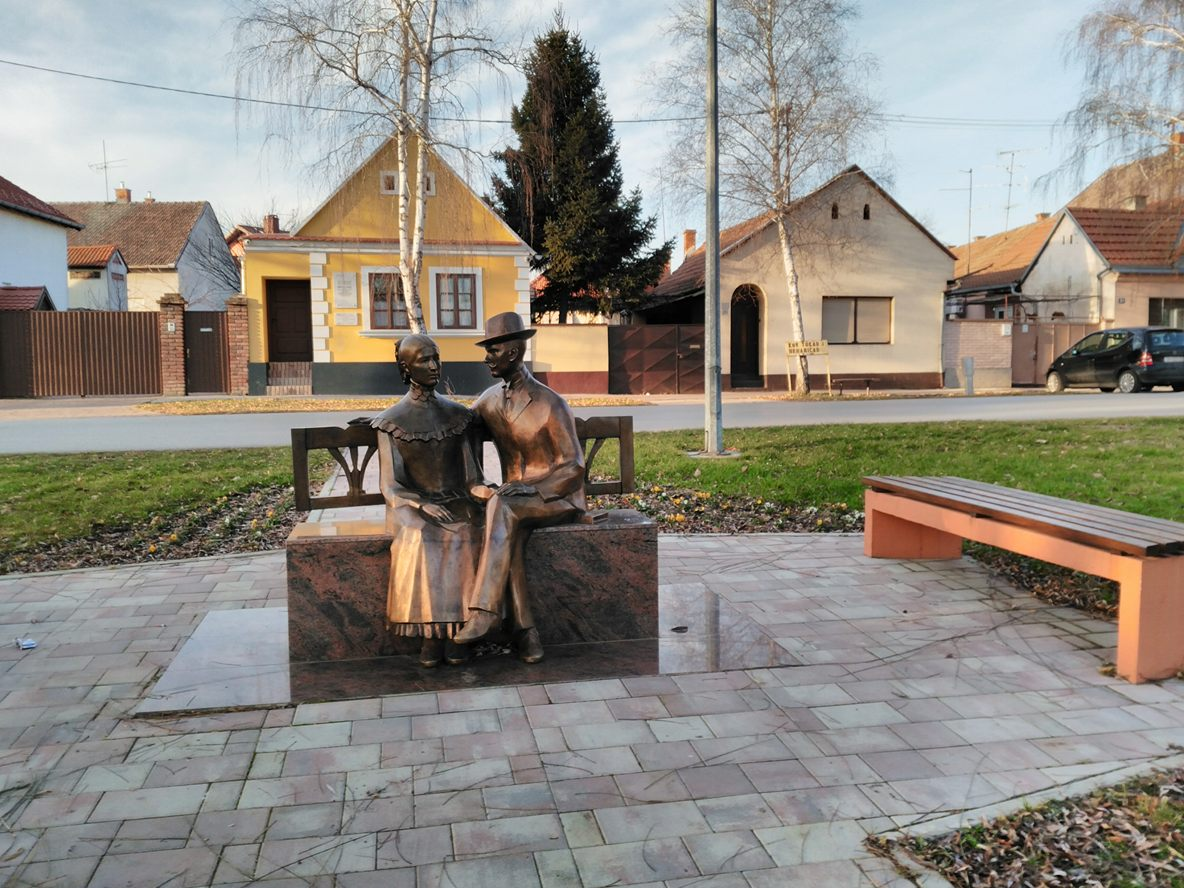
Ivan Kozarac szülőháza és szobra

- „Vinkovci” cserkészcsapat
- „Cibalia” Vinkovci kinológiai klub
- Vöröskereszt helyi egyesülete

## Híres emberek
- Flavius Valens, római császár
- I. Valentinianus, római császár
- Eusebius és Polion, Szent  – keresztény mártírok
- Franjo Džakula, költő
- Joza Ivakić, író
- Vladimir Kovačić, író
- Ivan Kozarac, író
- Josip Kozarac, író
- Gordan Nuhanović, író
- Šišić, Ferdo (SiSic, Ferdinand Maximilian von) történész
- Josip Šokčević, horvát bán
- Szabó István, újságíró
- Kopač Slavko, festő
- Vanja Radauš, szobrász
- Matija Antun Relković, író
- Josip Runjanin, katonatiszt, zeneszerző – a horvát himnusz szerzője
- Đuro Hranić, katolikus érsek

## Galéria
- A város központja
- A munkaügyi központ épülete
- A belváros részlete
- A belváros részlete
- Műemléképület a belvárosban
- Városközpont
- Városközpont
- A Kozarac-emlékmű
- Kozarac-szobor
- Ivan Kozarac szülőháza
- Városközpont
- Az autóbusz-állomás